# Saison 7 de Scandal
Chronologie
Saison 6
Cet article présente la septième et dernière saison de la série télévisée américaine Scandal diffusée depuis le 5 octobre 2017 sur le réseau ABC.

## Généralités
- Le 10 février 2017, ABC annonce le renouvellement de la série pour une septième saison[1].
- Le 16 mai 2017, ABC confirme que cette saison sera la dernière de la série[2].

## Distribution

### Acteurs principaux
- Kerry Washington (VF : Marjorie Frantz) : Olivia Pope
- Bellamy Young (VF : Claire Guyot) : Mellie Grant
- Scott Foley (VF : Mathias Kozlowski) : Jake Ballard
- Darby Stanchfield (VF : Agnès Manoury) : Abby Whelan
- Katie Lowes (VF : Céline Melloul) : Quinn Perkins
- Guillermo Díaz (VF : Nessym Guétat) : Huck Finn
- Jeff Perry (VF : Thierry Wermuth) : Cyrus Beene
- Tony Goldwyn (VF : Philippe Valmont) : Fitzgerald Grant
- Joshua Malina (VF : Patrice Baudrier) : David Rosen
- Cornelius Smith Jr. (en) (VF : Sydney Kotto) : Marcus Walker
- Joe Morton (VF : Jean-Paul Pitolin) : Rowan « Eli » Pope
- George Newbern (VF : Thierry Bourdon) : Charlie

### Acteurs récurrents et invités
- Jay Hernandez (VF : Raphaël Cohen) : Curtis Pryce[3] (épisodes 1 à 7)
- Shaun Toub : Marashi[3] (épisodes 1 et 6)
- Bess Armstrong : Diane Greenwald (épisode 1)
- Faran Tahir (VF : Michel Vigné) : Rashad (épisodes 2, 4 et 5)
- Dean Norris (VF : Jean-François Aupied) : Fenton Glackland[4] (épisodes 2, 4, 5, 6 et 8)
- Michael O'Neill (VF : Frédéric Cerdal) : Lonnie Mencken[5] (épisodes 14 à 18)

## Épisodes

### Épisode 1:Le Monument
- États-Unis : 5 octobre 2017 sur ABC
- Canada : 6 octobre 2017 sur Netflix
- France :
  - 6 octobre 2017 sur Canal+ Séries (en VOSTFr)
  - 24 juin 2018 sur Canal+ Séries (en VF)
- Québec : 30 août 2018 sur Séries+

- États-Unis : 5,52 millions de téléspectateurs[6] (première diffusion)

### Épisode 2:Poignée de main
- États-Unis : 12 octobre 2017 sur ABC
- Canada : 13 octobre 2017 sur Netflix
- France : 
  - 15 octobre 2017 sur Canal+ Séries (en VOSTFr)
  - 24 juin 2018 sur Canal+ Séries (en VF)
- Québec : 6 septembre 2018 sur Séries+

- États-Unis : 5,00 millions de téléspectateurs[7] (première diffusion)

### Épisode 3:101 jours
- États-Unis : 19 octobre 2017 sur ABC
- Canada : 20 octobre 2017 sur Netflix
- France :
  - 22 octobre 2017 sur Canal+ Séries (en VOSTFr)
  - 24 juin 2018 sur Canal+ Séries (en VF)
- Québec : 13 septembre 2018 sur Séries+

- États-Unis : 4,70 millions de téléspectateurs[8] (première diffusion)

### Épisode 4:Les Disparues
- États-Unis : 26 octobre 2017 sur ABC
- Canada : 27 octobre 2017 sur Netflix
- France :
  - 29 octobre 2017 sur Canal+ Séries (en VOSTFr)
  - 1er juillet 2018 sur Canal+ Séries (en VF)
- Québec : 20 septembre 2018 sur Séries+

- États-Unis : 4,88 millions de téléspectateurs[9] (première diffusion)

### Épisode 5:Rentre chez toi
- États-Unis : 2 novembre 2017 sur ABC
- Canada : 3 novembre 2017 sur Netflix
- France :
  - 5 novembre 2017 sur Canal+ Séries (en VOSTFr)
  - 1er juillet 2018 sur Canal+ Séries (en VF)
- Québec : 27 septembre 2018 sur Séries+

- États-Unis : 4,89 millions de téléspectateurs[10] (première diffusion)

### Épisode 6:Vampires
- États-Unis : 9 novembre 2017 sur ABC
- Canada : 10 novembre 2017 sur Netflix
- France :
  - 12 novembre 2017 sur Canal+ Séries (en VOSTFr)
  - 1er juillet 2018 sur Canal+ Séries (en VF)
- Québec : 4 octobre 2018 sur Séries+

- États-Unis : 5,00 millions de téléspectateurs[11] (première diffusion)

### Épisode 7:La Roulette russe
- États-Unis : 16 novembre 2017 sur ABC
- Canada : 17 novembre 2017 sur Netflix
- France :
  - 19 novembre 2017 sur Canal+ Séries (en VOSTFr)
  - 8 juillet 2018 sur Canal+ Séries (en VF)
- Québec : 11 octobre 2018 sur Séries+

- États-Unis : 4,97 millions de téléspectateurs[12] (première diffusion)

### Épisode 8:Robin
- États-Unis : 18 janvier 2018 sur ABC
- Canada : 19 janvier 2018 sur Netflix
- France :
  - 21 janvier 2018 sur Canal+ Séries (en VOSTFr)
  - 8 juillet 2018 sur Canal+ Séries (en VF)
- Québec : 18 octobre 2018 sur Séries+

- États-Unis : 5,17 millions de téléspectateurs[13] (première diffusion)

### Épisode 9:Des gens biens
- États-Unis : 25 janvier 2018 sur ABC
- Canada : 26 janvier 2018 sur Netflix
- France :
  - 28 janvier 2018 sur Canal+ Séries (en VOSTFr)
  - 8 juillet 2018 sur Canal+ Séries (en VF)
- Québec : 25 octobre 2018 sur Séries+

- États-Unis : 5,19 millions de téléspectateurs[14] (première diffusion)

### Épisode 10:Le Peuple vs. Olivia Pope
- États-Unis : 1er février 2018 sur ABC
- Canada : 2 février 2018 sur Netflix
- France :
  - 4 février 2018 sur Canal+ Séries (en VOSTFr)
  - 15 juillet 2018 sur Canal+ Séries (en VF)
- Québec : 1er novembre 2018 sur Séries+

- États-Unis : 5,62 millions de téléspectateurs[15] (première diffusion)

### Épisode 11:Seule contre tous
- États-Unis : 8 février 2018 sur ABC
- Canada : 9 février 2018 sur Netflix
- France :
  - 11 février 2018 sur Canal+ Séries (en VOSTFr)
  - 15 juillet 2018 sur Canal+ Séries (en VF)
- Québec : 8 novembre 2018 sur Séries+

- États-Unis : 4,63 millions de téléspectateurs[16] (première diffusion)

### Épisode 12:Permettez-moi de me représenter
- États-Unis : 1er mars 2018 sur ABC
- Canada : 2 mars 2018 sur Netflix
- France :
  - 4 mars 2018 sur Canal+ Séries (en VOSTFr)
  - 15 juillet 2018 sur Canal+ Séries (en VF)
- Québec : 15 novembre 2018 sur Séries+

- États-Unis : 4,95 millions de téléspectateurs[17] (première diffusion)

### Épisode 13:Air Force Two
- États-Unis : 8 mars 2018 sur ABC
- Canada : 9 mars 2018 sur Netflix
- France :
  - 11 mars 2018 sur Canal+ Séries (en VOSTFr)
  - 22 juillet 2018 sur Canal+ Séries (en VF)
- Québec : 22 novembre 2018 sur Séries+

- États-Unis : 4,67 millions de téléspectateurs[18] (première diffusion)

### Épisode 14:La Liste
- États-Unis : 15 mars 2018 sur ABC
- Canada : 16 mars 2018 sur Netflix
- France :
  - 18 mars 2018 sur Canal+ Séries (en VOSTFr)
  - 22 juillet 2018 sur Canal+ Séries (en VF)
- Québec : 29 novembre 2018 sur Séries+

- États-Unis : 4,74 millions de téléspectateurs[19] (première diffusion)

### Épisode 15:Nuisance sonore
- États-Unis : 29 mars 2018 sur ABC
- Canada : 30 mars 2018 sur Netflix
- France :
  - 2 avril 2018 sur Canal+ Séries (en VOSTFr)
  - 22 juillet 2018 sur Canal+ Séries (en VF)
- Québec : 6 décembre 2018 sur Séries+

- États-Unis : 3,71 millions de téléspectateurs[20] (première diffusion)

### Épisode 16:Des gens comme moi
- États-Unis : 5 avril 2018 sur ABC
- Canada : 6 avril 2018 sur Netflix
- France :
  - 9 avril 2018 sur Canal+ Séries (en VOSTFr)
  - 29 juillet 2018 sur Canal+ Séries (en VF)
- Québec : 13 décembre 2018 sur Séries+

- États-Unis : 3,83 millions de téléspectateurs[21] (première diffusion)

### Épisode 17:Sous le soleil
- États-Unis : 12 avril 2018 sur ABC
- Canada : 13 avril 2018 sur Netflix
- France :
  - 16 avril 2018 sur Canal+ Séries (en VOSTFr)
  - 29 juillet 2018 sur Canal+ Séries (en VF)
- Québec : 20 décembre 2018 sur Séries+

- États-Unis : 4,15 millions de téléspectateurs[22] (première diffusion)

### Épisode 18:Au bord du gouffre
- États-Unis : 19 avril 2018 sur ABC
- Canada : 20 avril 2018 sur Netflix
- France :
  - 23 avril 2018 sur Canal+ Séries (en VOSTFr)
  - 29 juillet 2018 sur Canal+ Séries (en VF)
- Québec : 27 décembre 2018 sur Séries+

- États-Unis : 5,46 millions de téléspectateurs[23] (première diffusion)

## Audiences aux États-Unis
La moyenne de cette saison est de 4,80 millions de téléspectateurs américains. L'épisode le plus regardé est le premier, Le Monument (Watch Me) avec 5,52 millions de téléspectateurs, alors que l'épisode le moins regardé est le 15e,Nuisance sonor (The Noise) avec 3,71 millions de téléspectateurs américains.
| N° d'épisode | Titre original                 | Titre français                  | Chaîne | Date de diffusion originale | Audience (en millions de téléspectateurs) | PDM sur les 18-49 ans |
| ------------ | ------------------------------ | ------------------------------- | ------ | --------------------------- | ----------------------------------------- | --------------------- |
| 1            | Watch Me                       | Le Monument                     | ABC    | 5 octobre 2017              | 5,52                                      | 1,4                   |
| 2            | Pressing the Flash             | Poignée de main                 | ABC    | 12 octobre 2017             | 5,00                                      | 1,2                   |
| 3            | Day 101                        | 101 jours                       | ABC    | 19 octobre 2017             | 4,70                                      | 1,1                   |
| 4            | Lost Girl                      | Les Disparues                   | ABC    | 26 octobre 2017             | 4,88                                      | 1,1                   |
| 5            | Adventures in Babysitting      | Rentre chez toi                 | ABC    | 2 novembre 2017             | 4,89                                      | 1,1                   |
| 6            | Vampires and Bloodsuckers      | Vampires                        | ABC    | 9 novembre 2017             | 5,00                                      | 1,1                   |
| 7            | Something Borrowed             | La Roulette russe               | ABC    | 16 novembre 2017            | 4,97                                      | 1,1                   |
| 8            | Robin                          | Robin                           | ABC    | 18 janvier 2018             | 5,17                                      | 1,2                   |
| 9            | Good People                    | Des gens biens                  | ABC    | 25 janvier 2018             | 5,19                                      | 1,3                   |
| 10           | The People vs. Olivia Pope     | Le Peuple vs Olivia Pope        | ABC    | 1er février 2018            | 5,62                                      | 1,4                   |
| 11           | Army of One                    | Seule contre tous               | ABC    | 8 février 2018              | 4,63                                      | 1,1                   |
| 12           | Allow Me to Reintroduce Myself | Permettez-moi de me représenter | ABC    | 1er mars 2018               | 4,95                                      | 1,2                   |
| 13           | Air Force Two                  | Air Force Two                   | ABC    | 8 mars 2018                 | 4,67                                      | 1,1                   |
| 14           | The List                       | La Liste                        | ABC    | 15 mars 2018                | 4,74                                      | 1,1                   |
| 15           | The Noise                      | Nuisance sonore                 | ABC    | 29 mars 2018                | 3,71                                      | 0,8                   |
| 16           | People Like Me                 | Des gens comme moi              | ABC    | 5 avril 2018                | 3,83                                      | 0,9                   |
| 17           | Standing in the Sun            | Sous le soleil                  | ABC    | 12 avril 2018               | 4,15                                      | 0,9                   |
| 18           | Over a Cliff                   | Au bord du gouffre              | ABC    | 19 avril 2018               | 5,46                                      | 1,3                   |